# 临海市图书馆
临海市图书馆是中华人民共和国浙江省台州市代管之临海市的一座县级公共图书馆，總馆馆舍位于临海市东湖路35号东湖湖畔，是文化和旅游部评定的国家一级图书馆。临海市图书馆的历史可追溯到1917年创办的临海县立图书馆，而目前使用的馆舍完工于1998年。临海市图书馆現有10个自助图书馆。临海市图书馆是台州市内首個設立网络图书馆服務的圖書館，也設有台州市内首个反邪教主题的图书专柜。

## 歷史
临海市图书馆於1917年由项士元等人筹建，當時以紫阳宫为馆址，時稱“临海县立图书馆”，當時藏书4万余卷。1921年在磊落岩栖霞宫旧址，集资建造6间2层楼的馆舍。1930年并入县立民众教育馆。1941年恢复县立图书馆。1947年又并入民教馆。1949年后，台州各县文化馆设公共图书室，1956年后陆续单独建立公共图书馆。1983年後，临海市图书馆扩建馆舍。1994年，临海市图书馆达到国家二级标准。次年，临海市图书馆连续2年被浙江省文化厅评为文明图书馆。1996年，临海市图书馆组织“农村党史国情，爱国主义教育图片巡回展出”活动，历时69日，在25个乡镇展出。1997年，包括临海市图书馆在内的台州各图书馆开展《雪百年耻辱，迎香港回归》大型图书展览活动；临海市图书馆同年被省文化厅评为先进集体。
1998年，临海市图书馆館址遷至东湖路35号。2004年，在文化部第三次公共图书馆评估中，临海市图书馆被評为一级图书馆。2014年，临海市图书馆設立台州市内首個网络图书馆。2018年7月1日，临海市图书馆联合临海市委防范处理邪教办共同开设名为“心无邪，爱相随”的反邪教图书专柜，除了是临海市图书馆首次专门为同类书籍开辟图书主题专柜以外，也是台州市首个反邪教主题的图书专柜。該专柜意在让當地市民更好地了解邪教的传教套路和危害，从而更自觉地防范邪教、抵制邪教。人流量多的崇和路分馆、大洋分馆和邵家渡分馆成為反邪教专柜的第一批試點，而圖書館方面投放了将近400本反邪教书籍和各类反邪教杂志於专柜裏。

## 館務
临海市图书馆馆藏图书38万余册，其中古籍约8万册，收藏有各类工具书千余种，而《永乐大典》、《四库全书》、《古今图书集成》、《四部丛刊》等珍贵书籍的影印本亦有备置。临海市图书馆每年征订各类报刊500余种。临海市图书馆1987年开始着手地方文献征集，收藏各类地方文献3000余册（件）。1997年开始引进现代化管理设备，建立书目数据库，实现管理自动化。2002年，临海市图书馆设立文化信息资源共享工程县级分中心。2007年，临海市图书馆建立其图书馆网站，并购置电子图书及各类数据库。2014年，临海市图书馆設立了台州市内首个网络图书馆，为當地市民提供當地市面上出版发行的刊物的全文检索（深入到图书章节、内容）和部分文献的原文试读，以及高效查找、获取各种类型学术文献资料的一站式检索。临海市图书馆每月平常的借阅量是5万册，而到了寒暑假就会增加2万册至每月7万册左右。到馆借阅的人数的增幅方面，每月平常的人数是6万多人次，而到了寒暑假就会增加至12万人次，比平常多一倍。
临海市图书馆館址位於东湖路35号，面积约3500平方米。临海市图书馆设外借室、综合阅览室、少儿借阅室、电子阅览室、古籍部、地方文献部、展厅等7个服务窗口，每年接待读者20万余人次，现有持证读者1万余人，其中少年儿童读者近3000人。临海市图书馆也設图书借阅咨询服务，並每年承办各类专题讲座、读书征文、图书图片展览、知识竞赛等活动。临海市图书馆也积极开展送书下乡进农村、社区、学校、部队、企业等活动，为社会各界人士提供科技文化服务。另外，在“文化惠民工程”之下，临海市已建成自助图书馆10个（在市区范围内並24小时开放的共有7個）；自助图书馆采用开放式的借还书方式，占地小、藏书多，读者凭有效借阅证、身份证、市民卡即可进入，並可使用手机直接借阅。每个自助图书馆的人流量最高每天能达到600人次，其中以崇和路分馆、大洋分馆和邵家渡分馆的人流量較多。
临海市图书馆全馆在编工作人员22名，其中大专以上学历17名，中级以上职称8名；現任館長是彭春林。

## 图集

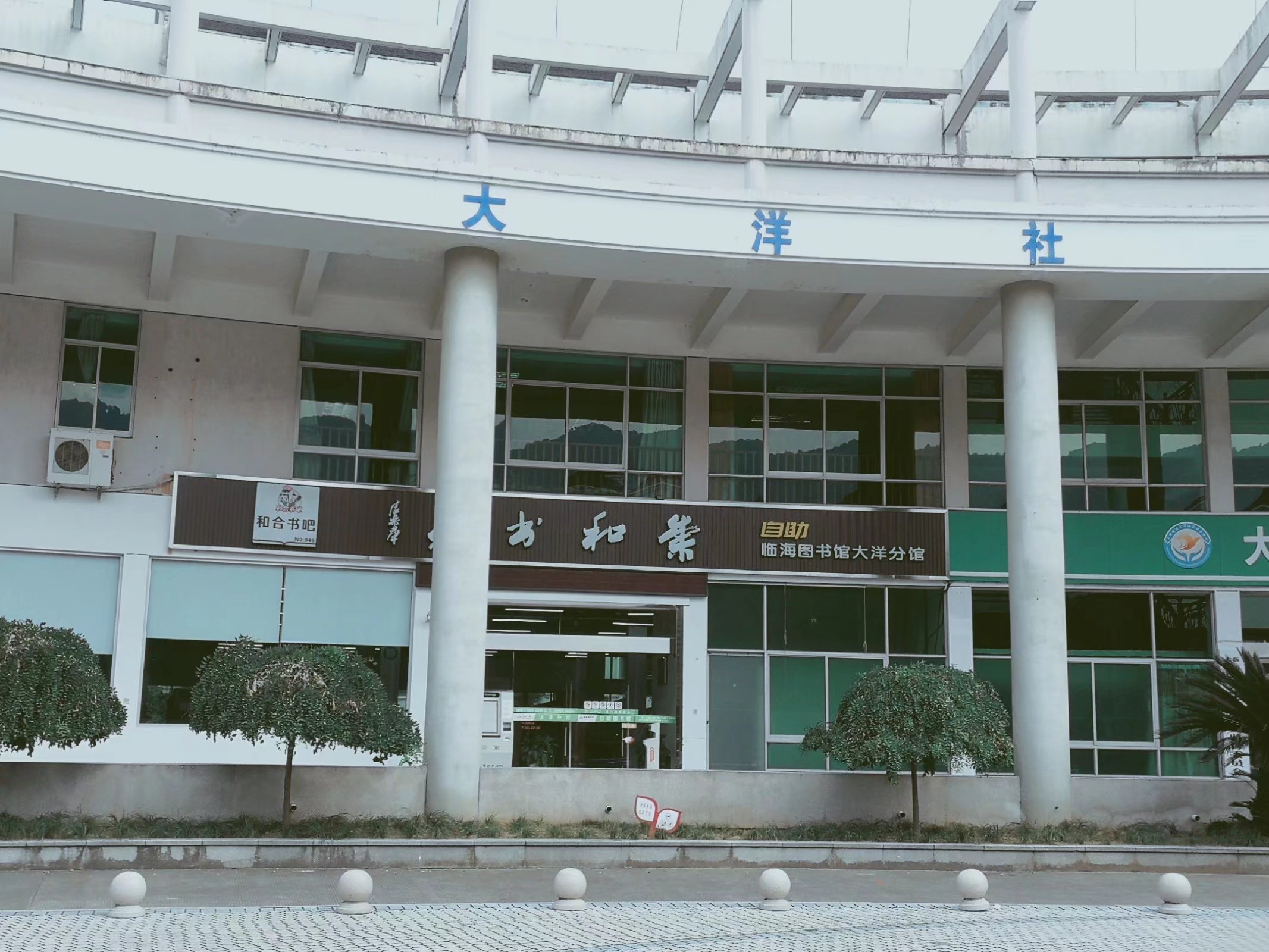
临海图书馆大洋分馆
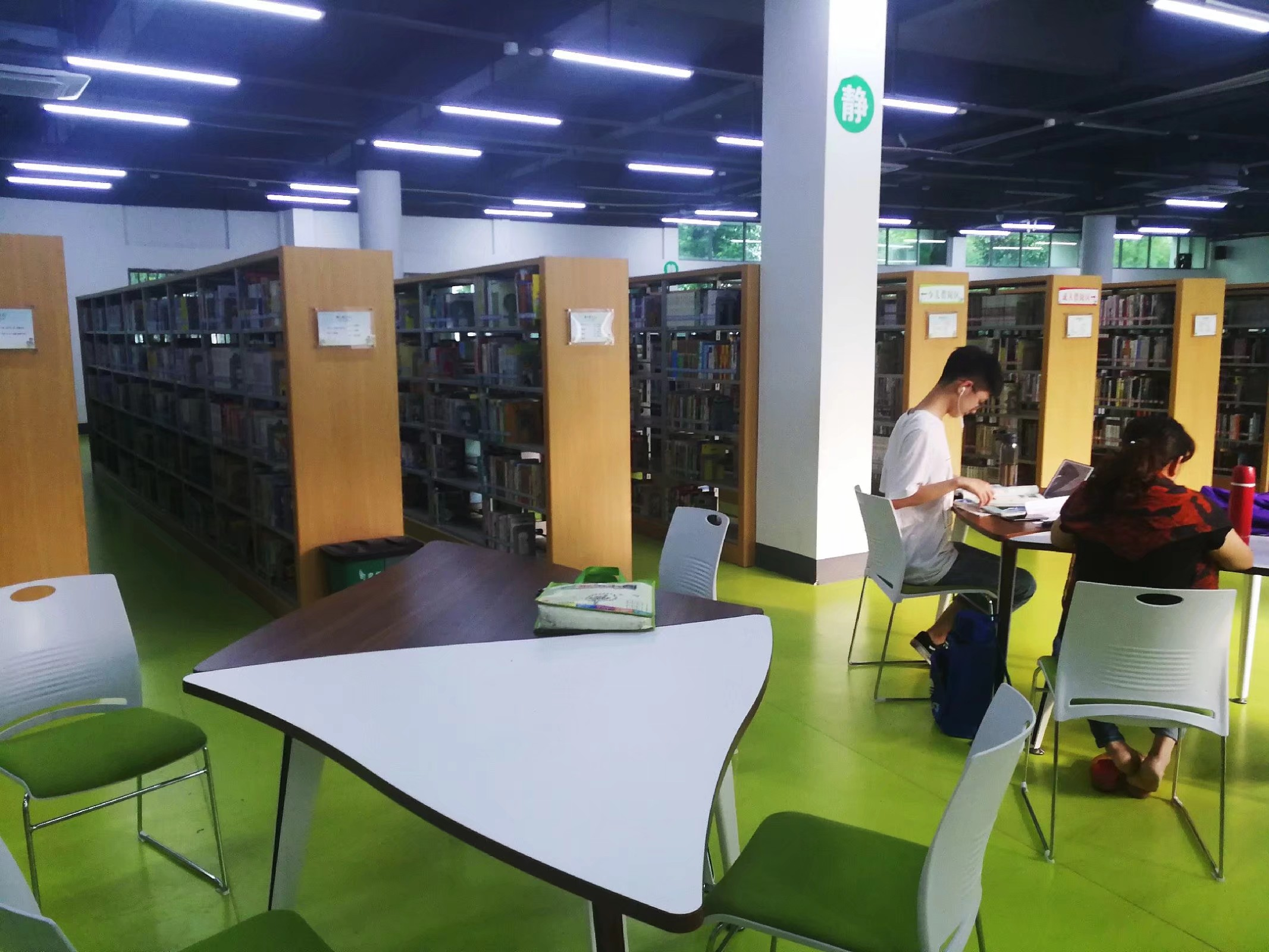
临海图书馆大洋分馆内部

## 外部連結
- 官方网站